# 超人ハルク (アニメ)
『超人ハルク』（ちょうじんハルク、原題：The Incredible Hulk）は、アメリカ合衆国のテレビアニメ。UPNで1996年から1997年にかけて全21話（2シーズン）放送され、日本では2004年に『インクレディブル・ハルク』のタイトルで一部エピソードがDVD化された他、2006年12月3日から2007年8月25日にかけてトゥーン・ディズニー（JETIX）で放送された。
モンスターとしてのハルクは実写ドラマ版で同じキャラクターを演じたルー・フェリグノが当てた。このシリーズはシェア・ワールド・マーヴェル・アニメ・ユニヴァースというコンセプトの一環となっており、マーヴェル・コミックの他の漫画のキャラクターが登場する回が多い。そのため、1994年ごろに放送されていた『ファンタスティック・フォー』や『アイアンマン』とのクロスオーバー回も存在する。
第1シーズンが暗すぎるし、女性の視聴者も欲しいとUPNが判断したため、UPNはシーハルクのレギュラー化を要請した。結果として原題がThe Incredible Hulk and She-Hulkに変わってしまい、さらにはグレイハルクまで登場した。

## 放送時間
| 放送局             | 放送日付                      | 放送時間                 | 備考                      |
| ------------------ | ----------------------------- | ------------------------ | ------------------------- |
| トゥーンディズニー | 2006年12月3日 - 2007年4月29日 | 日曜 23時00分 - 23時30分 | 土曜は再放送 リピートあり |
| トゥーンディズニー | 2006年12月9日 - 2007年5月5日  | 土曜 23時00分 - 23時30分 | 土曜は再放送 リピートあり |

## 登場人物
ロバート・ブルース・バナー（Robert Bruce Banner）
声 - ニール・マクドノー（ブルース・バナー）、ルー・フェリグノ（ハルク）、マイケル・ドノヴァン（グレイハルク）/日本語 - 乃村健次
本作の主人公。第1話からすでにハルクとして存在しており、軍に追われている。
ベティ・ロス（Betty Ross）
ジェニー・フランシス→フィルセ・サンプラー/松下こみな
リック・ジョーンズ（Rick Jones）
声 - ルーク・ペリー/日本語 - 立花慎之介
サンダーボルト・ロス将軍（General Thunderbolt Ross）
声 - ジョン・ヴァーノン/日本語 - 伴藤武
Samuel Laroquette
声 - ケビン・ソーン
（Major Glenn Talbot）
声 - ケビン・ソーン
リーダー（Leader）
声 - マット・フリューワー/日本語 - 伊藤昌一
ガーゴイル（Gargoyle）
声 - マーク・ハミル/日本語 - 三浦潤也
アボミネーション（Abomination）
ケビン・ソーン（1996年のみ）→リチャード・モル（1996年 - 1997年）
（Agent Gabriel Jones）
声 - トム・バリー
ドク・サムソン（Dr. Leonard Samson）
声 - シャドー・スティーブンス
ジェニファー・ウォルターズ（Jennifer Walters）/ シーハルク（She-Hulk）
声 - リサ・ゼイン→クリー・サマー（第2シーズン）/ 日本語 - 笹川麗子

### ゲストキャラクター
Taylor
声 - Leigh Baker Bailey
Zzzax
声 -マイケル・ベル、Leeza Miller McGee、ケビン・ソーン
サスカッチ（Sasquatch）
声 - クランシー・ブラウン
アブソービング・マン（Absorbing Man）
声 - ジム・カミングス
ダン・ケッチ（Dan Ketch）/ゴーストライダー（Ghost Rider）
声 - リチャード・グリエコ
Miss Allure
声 - ジェニファー・ヘイル
ジム・ローズ（Jim Rhodes）/ウォーマシン（War Machine）
声 - ドリアン・ヘアウッド
トニー・スターク（Tony Stark）/アイアンマン（Iron Man）
声 - ロバート・ヘイズ
Jefferson Whitedeer
声 - マイケル・ホース
Ogress
声 - キャシー・アイアランド
H.O.M.E.R.
トム・ケイン
Scimitar
声 -トム・ケイン
ドクター・ストレンジ
声 - モーリス・ラマーシュ
Mr. Walters
声 - スタン・リー
The Hybrid
声 - ドーン・ルイス
シング（Thing）
声 - チャック・マッキャン / 日本語 - 楠見尚己
ウェンディゴ（Wendigo）
声 - リーザ・ミラー・マッギー
マイティ・ソー/ドナルド・ブレイク
声 - ジョン・リス＝デイヴィス（マイティ・ソー）、マーク・L・テイラー （ドナルド・ブレイク）
Evil Being/Dark Hulk
声 - ケビン・マイケル・リチャードソン
Dr. Walter Langkowski
声 - ピーター・ストラウス
ドクター・ドゥーム
声 - サイモン・テンプルマン
ジョン
声 - エリック・ヴェスビット
ミスター・ファンタスティック
声 - ボー・ウィーヴァー

### その他
- 悠渚佳代[10]
- 上城龍也[11]

## スタッフ
オリジナル版
- 製作総指揮：スタン・リー、アヴィ・アラッド
- 音楽：ハイム・サバン、シュキ・レヴィ
- 製作：ニューワールド・アニメーション、マーベル・エンタープライズ
- 配給：サバン・エンターテイメント

日本語版
- 翻訳 - 五十嵐江
- 演出 - 鍛治谷功
- 録音制作 - グロービジョン

## 放映リスト

### 第1シーズン
| 話数 | 邦題                     | 原題                            | 脚本                                      | 演出                                                              | 放送日         |
| ---- | ------------------------ | ------------------------------- | ----------------------------------------- | ----------------------------------------------------------------- | -------------- |
| 1    | 超人の復活 パート1       | "Return of the Beast, Part 1"   | ボブ・フォワード                          | リチャード・トゥルーブラッド                                      | 2006年12月3日  |
| 2    | 超人の復活 パート2       | "Return of the Beast, Part 2"   | ボブ・フォワード                          | レオ・サリバン                                                    | 2006年12月10日 |
| 3    | ザックス誕生             | "Raw Power"                     | ジェス・ウィンフィールド                  | ダン・トンプソン                                                  | 2006年12月17日 |
| 4    | アイアンマンの友情       | "Helping Hand, Iron Fist"       | スチワート・セント・ジョン                | エルネスト・ロペス                                                | 2006年12月24日 |
| 5    | 友情の証                 | "Innocent Blood"                | ボブ・フォワード                          | リチャード・トゥルーブラッド                                      | 2007年1月7日   |
| 6    | 小さな友達               | "Man to Man, Beast to Beast"    | レン・ヴァイン                            | トム・タタラノウィクス                                            | 2007年1月14日  |
| 7    | ドクター・ドゥームの陰謀 | "Doomed"                        | ボブ・フォワード                          | ダン・トンプソン                                                  | 2007年1月21日  |
| 8    | ファンタスティックな仲間 | "Fantastic Fortitude"           | ボブ・フォワード                          | トム・タタラノウィクス エルネスト・ロペス                         | 2007年1月28日  |
| 9    | ウィルスの襲撃           | "Mortal Bounds"                 | アーネスト・ロペス                        | ブルース・リード・シェーファー グレッグ・ブレア（ストーリー原案） | 2007年2月4日   |
| 10   | ウィンディゴの呪い       | "And the Wind Cries...Wendigo!" | トム・タタラノウィクス アーネスト・ロペス | メグ・マクラリン                                                  | 2007年2月11日  |
| 11   | 光と影 パート1           | "Darkness and Light, Part 1"    | トム・タタラノウィクス エルネスト・ロペス | ボブ・フォワード                                                  | 2007年2月18日  |
| 12   | 光と影 パート2           | "Darkness and Light, Part 2"    | リチャード・トゥルーブラッド              | スティーブン・ギャラント シンディー・クラーク                     | 2007年2月25日  |
| 13   | 光と影 パート3           | "Darkness and Light, Part 3"    | ディック・セバスト                        | スティーブン・ギャラント シンディー・クラーク                     | 2007年3月4日   |

### 第2シーズン
| 話数 | 邦題                   | 原題                        | 脚本             | 演出                                        | 放送日        |
| ---- | ---------------------- | --------------------------- | ---------------- | ------------------------------------------- | ------------- |
| 14   | 灰色のハルク           | "Hulk of a Different Color" | ロン・マイリック | ボブ・フォワード                            | 2007年3月11日 |
| 15   | ジェニファーの同窓会   | "Down Memory Lane"          | ロン・マイリック | メグ・マクラリン                            | 2007年3月18日 |
| 16   | ブルースの心の旅       | "Mind Over Anti-Matter"     | ロン・マイリック | ジョン・センパー                            | 2007年3月25日 |
| 17   | 愛の証                 | "They Call Me Mr. Fixit"    | ロン・マイリック | ボブ・フォワード                            | 2007年4月1日  |
| 18   | 華麗なる戦い           | "Fashion Warriors"          | ロン・マイリック | ジョン・センパー                            | 2007年4月8日  |
| 19   | ドクター・ドゥーム再び | "Hollywood Rocks"           | ロン・マイリック | ダイアン・フレスコ                          | 2007年4月15日 |
| 20   | 幻の村                 | "The Lost Village"          | ロン・マイリック | アン・ナップ・オーステン ダグラス・スローン | 2007年4月22日 |
| 21   | パパとの和解           | "Mission: Incredible"       | ロン・マイリック | メグ・マクラリン                            | 2007年4月29日 |

## ホームメディア

### VHS
いずれも日本未発売。シリーズ放送中に20世紀フォックス・ホーム・エンターテイメントからVHSが発売された。
| VHSタイトル         | 収録内容                              | 発売日       | 販売元                                       | ストックナンバー |
| ------------------- | ------------------------------------- | ------------ | -------------------------------------------- | ---------------- |
| Return of the Beast | 超人の復活 パート1 超人の復活 パート2 | 1997年7月2日 | 20世紀フォックス・ホーム・エンターテイメント | 4190             |

1990年代後半には、マーベル・フィルムズ/ニュー・ワールド・エンターテイメントから別のVHSが発売された。
| VHSタイトル         | 収録内容 | 発売日        | 販売元                                                    | ストックナンバー |
| ------------------- | --- | ------------- | --------------------------------------------------------- | ---------------- |
| Return of the Beast | 超人の復活 パート1 超人の復活 パート2ボーナスエピソード: ファンタスティック・フォー 『若き王ブラック・パンサー』 『ドクター・ドゥームとの決戦』                                         | 1997年6月17日 | マーベル・フィルムズ/ニュー・ワールド・エンターテイメント | 03003            |
| Raw Power           | ザックス誕生 アイアンマンの友情ボーナスエピソード: ファンタスティック・フォー 『シルバー・サーファーと宇宙神ギャラクタス パート1』 『シルバー・サーファーと宇宙神ギャラクタス パート2』 | 1997年9月9日  | マーベル・フィルムズ/ニュー・ワールド・エンターテイメント | 03013            |
| Innocent Blood      | 友情の証 小さな友達ボーナスエピソード: アイアンマン 『アイアンマンの誕生 パート1』 『アイアンマンの誕生 パート2』                                                                       | 1997年11月4日 | マーベル・フィルムズ/ニュー・ワールド・エンターテイメント | 03023            |

### DVD
日本では2004年11月17日にブエナ・ビスタ・ホームエンターテイメントから日本語字幕版が発売された。
| タイトル | 米国発売日    | ストックナンバー | 日本発売日     | 型番     |  |
| --- | ------------- | ---------------- | -------------- | -------- |  |
| |               |                  |                |          |  |
| インクレディブル・ハルク （Incredible Hulk） | 2003年6月17日 | 29044 29055      | 2004年11月17日 | VWDS4890 |  |
| エピソード: - 超人の復活 パート1 & 2 - ザックス誕生 - アイアンマンの友情 特典映像(アメリカのみ) - 1966年版のエピソード『超人ハルクの誕生（The Origin of The Hulk）/邦題不明（Enter the Gorgon）/邦題不明（To Be a Man）』 |               |                  |                |          |  |
| |               |                  |                |          |  |

### ネット配信
アメリカでは2019年11月12日、日本ではビデオマーケットで配信されており、トゥーンディズニー放送時の映像をそのまま見ることができる。2021年10月よりDisney+で『インクレディブル・ハルク』というタイトルで配信されている（日本語音声のみ搭載）。